# Lijst van afleveringen van Checkpoint (seizoen 8)
Dit is een lijst van afleveringen van Checkpoint van seizoen 8. In de schema's staan de gestelde vraagstukken aangegeven, de getrokken conclusie en notities van de test.

## Inleiding
Het achtste seizoen van Checkpoint start op 11 januari 2014. Het seizoen gaat bij de CineMec in Ede feestelijk in première.
Voor het eerst in jaren verandert de samenstelling van het testteam; Rick, die al sinds seizoen 3 deel heeft uitgemaakt van de groep, is vertrokken. In zijn plaats is Remy gekomen. Verder heeft het programma een aantal nieuwe rubrieken. Zo is er Film Check en Cartoon Check, waarin gekeken wordt of bepaalde gebeurtenissen uit (teken)films ook in werkelijkheid kunnen. Een andere nieuwe rubriek, genaamd De Auto Van Je Vader wordt gekeken wat er met een stilstaande auto gedaan kan worden.
Op 1 maart 2014 wordt de jongens/meidentest eenmalig vervangen door Zonen vs Moeders, waarbij testteamleden Dico en Ghino de strijd aangaan tegen hun eigen moeders.

## Samenstelling testteam
- Tom Berserik
- Myrthe Busch
- Ghino Girbaran
- Remy Hogenboom
- Dzifa Kusenuh
- Luara Prins
- Pascal Tan
- Dico Verschure
- Arjan de Vreugt

## Afleveringen

### Aflevering 1
Uitzenddatum: 11 januari 2014

#### Schiettent
In deze test werd uitgezocht hoe de winkans bij de schiettent vergroot kan worden.
| Methode                                | Notities |
| -------------------------------------- | --- |
| Laserpennen als vizier voor luchtbuks. | Als eerste methode werden er vooraan een luchtbuks, die bij de schiettent gebruikt wordt, twee laserpennen bevestigd die als vizier konden dienen. Vervolgens probeerde Arjan ermee te schieten en dit bleek goed te werken. |
| Zelfgemaakt geweer.                    | Testteamleden Pascal en Arjan en presentator Klaas maakten met behulp van een fles en een compressor een eigen geweer op luchtdruk, die werkte met kleine balletjes. De fles diende als magazijn en door de luchtdruk zouden ze eruit geschoten worden. Pascal ging ermee schieten, maar na verloop van tijd raakte het geweer lek. Hij had echter op dat moment wel al behoorlijk wat treffers gemaakt.                 |
| Trebuchet.                             | Als laatste methode werd een trebuchet (slingerarm) gebruikt, die werkte met bowlingballen. Hiermee werd geprobeerd de doelen in de schiettent te raken. De eerste keer werd echter niet de schiettent geraakt, maar knalde de bal door de zijruit van een auto die naast de schiettent geparkeerd stond. Na nog een aantal pogingen viel de bal dwars door het dak van de schiettent heen en gingen alle blikjes omver. |

#### Jongens vs Meiden → Ruimtevaarder
| Uitdaging                 | Winnaar  | Notities |
| ------------------------- | -------- | --- |
| Lopen over maanlandschap. | Jongens. | Pascal en Luara moesten met Kangoo Jumps aan een parcours afleggen in een maanlandschap, dat in de Checkpoint loods was neergelegd. Luara ging als eerste. Ze deed 42 seconden over het parcours. Dit leek aanvankelijk erg snel, maar Pascal wist met slechts 20 seconden de tijd van Luara ruimschoots te kloppen.        |
| Ruimtestation repareren.  | Jongens. | In de tweede deeltest moesten Pascal en Luara op een ruimtestation klimmen om een reparatie uit te voeren (een lamp aansluiten). Pascal ging als eerste en had 36 seconden nodig om de klus te klaren. Luara ging daarna, maar zij bleek onderweg haar stekker vergeten te zijn. Pas na 1'48" minuut brandde de lamp.       |
| Paraboolvlucht.           | Jongens. | Om er echt achter te komen wie de beste astronaut was, maakten Pascal en Luara een paraboolvlucht. Tijdens de gewichtloze momenten zou presentator Klaas een aantal winegums opgooien. Pascal en Luara moesten deze proberen op te vangen. Uiteindelijk was het Pascal die overduidelijk de meeste winegums had opgevangen. |
| Uiteindelijke winnaar.    | Jongens. | Eindstand: 3-0. Getrokken conclusie: de jongens zijn absoluut het meest geschikt voor het vak als ruimtevaarder. |

#### De Klapper Van De Week → Benzine
| Situatie.                           | Geluidssterkte knal. | Notities |
| ----------------------------------- | -------------------- | --- |
| Zes colaflessen gevuld met benzine. | 94,7 dB.             | Door zes flessen benzine bij elkaar te zetten werd een benzinebom gemaakt. Hij werd ontstoken met behulp van vuurwerk. Dit leverde een grote vuurzee en een luide knal van 94,7 dB op. |

### Aflevering 2
Uitzenddatum: 18 januari 2014.

#### Film Check → Sprong
| Vraag                                                                         | Antwoord                                             | Notities |
| ----------------------------------------------------------------------------- | ---------------------------------------------------- | --- |
| Is het mogelijk om vanaf een viaduct op een rijdende vrachtwagen te springen? | In de film lukt het, in het echt zeer twijfelachtig. | In deze test werd twee keer geprobeerd een paspop vanuit een hoogwerker in de aanhanger van een rijdende auto te laten vallen op het moment dat deze voorbij reed. De eerste testpop miste de auto volledig. Vervolgens werd er een tweede poging gedaan met een andere testpop, maar deze landde op de trekhaak van de auto en brak vervolgens dwars door de achterruit. |

#### Jongens vs Meiden → Klusser
| Uitdaging                | Winnaar     | Notities |
| ------------------------ | ----------- | --- |
| Boren.                   | Gelijkspel. | In deze deeltest stond een blok centraal van 15 centimeter dik en Dico en Myrthe kregen de opdracht om hier een zo diep mogelijk gat in te boren. Achter dit blok was echter een grote waterballon geplaatst die, wanneer het blok volledig doorboord zou worden, zou knappen, waardoor het borende testteamlid nat zou worden. Als dit zou gebeuren, zou de tegenpartij automatisch winnen. Deze deeltest werd in drie rondes uitgevoerd: 1. Dico boorde 12,5 centimeter, Myrthe 12 centimeter, Dico winnaar. 2. Dico en Myrthe boorden allebei 14 centimeter, gelijkspel. 3. Dico raakte waterballon, Myrthe winnaar. Hiermee eindigde deze deeltest overall gelijk. |
| Lamp verwisselen.        | Meiden.     | Op een hoogte van 8 meter hing een lamp die vervangen moest worden. Om bij de lamp te komen, moesten Dico en Myrthe meubels op elkaar stapelen en deze vervolgens beklimmen. Uiteindelijk had Dico 25'43" minuten nodig om de lamp te verwisselen. Myrthe maakte de klus af in 18'55" minuten. |
| Toiletafvoer aansluiten. | Jongens.    | In de laatste deeltest moesten de Dico en Myrthe de afvoer van een toilet aansluiten. Presentator Klaas bemoeilijkte dit echter, door emmers water in de wc leeg te kieperen, waardoor Dico en Myrthe via de nog niet aangesloten buizen de volle lading over zich heen kregen. Uiteindelijk had Myrthe 6'22" minuten nodig om de klus te klaren. Dico was met 3 minuten echter aanzienlijk sneller. |
| Uiteindelijke winnaar.   | Gelijkspel. | Eindstand: 2-2. |

#### Suiker
In dit item werd een aantal proeven gedaan om uit te zoeken hoeveel energie er in suiker zit.
| Onderwerp                  | Notities |
| -------------------------- | --- |
| Suikerklontjes verbranden. | In de eerste deeltest werd getoond dat een suikerklontje uit zichzelf niet kan branden. Er werd echter wat as van verbrand keukenpapier op gedaan als katalysator. Toen dit werd aangestoken, brandde het wel. |
| Rookbom.                   | De testteamleden maakten een rookbom die werkte op suiker. De overige bestanddelen waren kunstmest, water en keukenpapier als katalysator. Deze rookbom omwikkelden ze met aluminiumfolie en voorzagen ze van sterretjes als lont. De rookbom werd op een grasveld afgestoken en veroorzaakte een enorme hoeveelheid rook.                                                      |
| Raket.                     | In de laatste deeltest maakten presentator Klaas en het testteam een raket die werkte op suiker, met kaliumnitraat als katalysator. Deze raket lieten ze geleiden aan kabels, zodat hij niet onverhoopt uit zijn route kon schieten. De raket werd afgestoken, schoot langs de kabels en ramde in volle snelheid de container waaraan het uiteinde van de kabels gespannen was. |

#### De Klapper Van De Week → Klappertjespijl
| Situatie.                    | Geluidssterkte knal. | Notities |
| ---------------------------- | -------------------- | --- |
| Uitvergrote klappertjespijl. | 105,1 dB             | In deze test plakten testteamleden Arjan en Tom met presentator Klaas een grote hoeveelheid klappertjes op elkaar tot een bol. Deze plakten ze vast aan de voorkant van een uitvergrote dartpijl en vervolgens lieten ze dit geheel vanaf een hoogte op de grond vallen. Dit leverde een enorme knal op met een geluidssterkte van 105,1 dB. |

### Aflevering 3
Uitzenddatum: 25 januari 2014.

#### De Kracht Van Veel → Elastiek
| Product   | Notities |
| --------- | --- |
| Elastiek. | De kracht van veel elastiek werd getest door te proberen een bungeekoord te maken met veel elastiek. Hiervoor draaiden Ghino, Tom en presentator Klaas een grote hoeveelheid elastieken in elkaar en vervolgens werd het gemaakte bungeekoord tweemaal getest met een paspop. De eerste keer raakte de pop de grond, waarop het elastiek werd dubbelgevouwen en de tweede poging vanaf een grotere hoogte werd gedaan. Toen dat gedaan werd, werkte het wel. |

#### Zwembad
| Onderwerp                          | Notities |
| ---------------------------------- | --- |
| Een eigen verwarmd zwembad bouwen. | In dit item probeerden Pascal, Arjan en presentator Klaas een milieuvriendelijk verwarmd zwembad te bouwen. De basis van dit zwembad werd gevormd door kratten. Hier werd een stuk zeil ingedaan waardoor het water niet zou weglopen. Het zwembad werd gevuld met regenwater, maar dit bleek nog te koud om echt lang in te kunnen blijven zitten. Om het water te verwarmen, werd er een olievat op de bodem gezet waar een vuur in gestookt werd. Als laatste werd er nog een constructie gemaakt waardoor een bladblazer bubbels in het zwembad kon blazen. Het bleek goed te werken. |

#### Jongens vs Meiden → Ninja
| Uitdaging                                         | Winnaar     | Notities |
| ------------------------------------------------- | ----------- | --- |
| Ballonnen kapotgooien met alternatieve ninjaster. | Gelijkspel. | Op een houten wandje zaten vijf ballonnen en Pascal en Myrthe kregen de opdracht om zo veel mogelijk van die ballonnen kapot te gooien met een alternatieve ninjaster, omdat een echte ninjaster verboden is in Nederland. Hiermee gooiden Pascal en Myrthe allebei twee van de vijf ballonnen kapot. |
| Fruit doorklieven met zwaard.                     | Meiden.     | In de tweede deeltest slingerde presentator Klaas vijf stuks fruit naar Pascal en Myrthe. Dit fruit was een ananas, een meloen, een appel, een grapefruit en een banaan. De opdracht was dat zij dit zouden doorklieven met een zwaard. Pascal sloeg twee vruchten door, Myrthe vier. |
| Behendigheidsparcours.                            | Jongens.    | De laatste deeltest bestond uit een behendigheidsparcours dat ze zo snel mogelijk moesten afleggen zonder fouten te maken. Maakten ze toch een fout, zou er per keer 30 seconden straftijd worden opgeteld. Zowel Pascal als Myrthe kregen een keer 30 seconden straftijd. Met deze extra seconden bijgeteld kwam Myrthe op een eindtijd uit van 1'12" minuut. Dit leek een heel scherpe tijd te zijn, maar Pascal klopte met 1'02" minuut. |
| Uiteindelijke winnaar.                            | Gelijkspel. | Eindstand: 2-2. Getrokken conclusie: als je een goede ninja zoekt, kan je even goed terecht bij de jongens als bij de meiden. |

#### Film Check → Benzinespoor
| Vraag                                                             | Antwoord | Notities |
| ----------------------------------------------------------------- | --- | --- |
| Is het mogelijk dat een auto in brand gaat door een benzinespoor? | Met een simpele lucifer en benzine werkt het in ieder geval niet, een grote ontploffing geeft het ook niet, maar een beetje scheutig benzine gooien geeft toch een aardige fik. | Eerst deed presentator Klaas een beetje benzine in een glas en probeerde dit aan te steken. De lucifer doofde echter meteen. Ook toen er een beetje benzine op tafel werd uitgegoten gaf het geen ontbranding. Maar buiten werd er met een jerrycan een benzinespoor uitgekieperd bij een testauto. Dit spoor werd met een aansteker aangestoken en zette de testauto in brand. |

### Aflevering 4
Uitzenddatum: 1 februari 2014.

#### Net als in de film → Kogelinslag
| Onderwerp                  | Notities |
| -------------------------- | --- |
| Bloed bij een kogelinslag. | Bij deze test werd getoond hoe in de film een snelle bloeding werkt bij een kogelinslag. Ghino kreeg een stuk tuinslang onder zijn kleding die was aangesloten op een plantenspuit. In deze plantenspuit werd bloed gedaan dat onder druk werd gezet. Toen Pascal Ghino neerschoot, drukte Ghino op de knop van de plantenspuit en spoot het bloed eruit. Het resultaat was een schietscène met een schotwond waar bloed uit spoot. |

#### Fiets Winterproof
In dit item werd bekeken hoe een fiets bestand gemaakt kan worden tegen sneeuw en ijs op de weg.
| Methode      | Notities |
| ------------ | --- |
| Zout.        | Voor op een fiets werd een constructie aangebracht met als hoofdonderdeel een emmer met zout. De bodem van deze emmer was vervangen door een zeef, waardoor er tijdens het fietsen zout doorheen kon vallen zodat het ijs zou smelten. Dit bleek goed te werken. |
| Gasbranders. | In de tweede deeltest werd een metalen frame voor op de fiets aangebracht met drie brandende gasbranders. Het vuur van deze branders zouden het ijs moeten wegsmelten. Arjan ging fietsen, maar het ijs smolt niet snel genoeg weg om goed te kunnen werken.     |
| Spikes.      | Als laatste werden er spikes op de banden van de fiets aangebracht. Arjan ging fietsen en hij fietste probleemloos over het ijs heen. Op het eind deed Arjan nog een demonstratie van deze fiets op een ijsbaan met publiek.                                     |

#### Jongens vs Meiden → Waterrat
| Uitdaging                          | Winnaar     | Notities |
| ---------------------------------- | ----------- | --- |
| Met het hoofd onder water zitten.  | Jongens.    | Pascal en Myrthe moesten met hun hoofd onder water in een aquarium en dit zo lang mogelijk volhouden. Pascal bleef het langste onder water.                                                                                           |
| Mijnen onschadelijk maken.         | Jongens.    | In de tweede deeltest moesten Arjan en Myrthe een parcours onder water afleggen. Op dit parcours hingen vier mijnen en die moesten onschadelijk gemaakt worden. Arjan was het snelst met 1'16" minuut tegen 1'44" minuut voor Myrthe. |
| Springen vanaf een hoge duikplank. | Gelijkspel. | Bij de laatste deeltest werd Myrthe vervangen door Dzifa. Zij en Pascal moesten van een zo hoog mogelijke duikplank af springen. Ze konden kiezen tussen 5, 7½ en 10 meter. Beiden sprongen ze van 7½ en 10 meter af.                 |
| Uiteindelijke winnaar.             | Jongens.    | Eindstand: 3-1. Getrokken conclusie: de jongens zijn de echte waterratten. |

#### De Klapper Van De Week → Porseleinkast
| Situatie.                              | Geluidssterkte knal. | Notities |
| -------------------------------------- | -------------------- | --- |
| (Stenen) olifant in een porseleinkast. | 82,8 dB.             | Bij deze test werd er een stenen olifant als sloopkogel tegen een volle porseleinkast aan geslingerd. De klap was 82,8 dB hard. |

### Aflevering 5
Uitzenddatum: 8 februari 2014.

#### Cartoon Check → Afdruk
| Vraag                                                                        | Antwoord                                           | Notities |
| ---------------------------------------------------------------------------- | -------------------------------------------------- | --- |
| Is het mogelijk om een afdruk van jezelf in de grond te krijgen bij een val? | Zo mooi als in de tekenfilm lukt niet in het echt. | Voor dit item werd een ondergrond van steekschuim gebruikt, dat hoofdzakelijk ingezet wordt bij het bloemschikken. Presentator Klaas liet eerst Tom en vervolgens Ghino vanaf de vork van een heftruck op deze ondergrond vallen. De afdruk die erin kwam, kwam niet overeen met wat te zien was in de tekenfilms. Als laatste werd een paspop vanaf een grotere hoogte op het steekschuim gedropt, maar ook hiermee werd niet het gewenste resultaat bereikt. |

#### Fileleed
In dit item werd bekeken hoe een urenlange rit op de achterbank van de auto aangenamer gemaakt kon worden.
| Methode                | Notities |
| ---------------------- | --- |
| Gekoelde cola drinken. | Door de dop van een fles gekoelde cola werd een gat geboord waardoorheen een rietje werd gedaan. Ghino probeerde de cola op te drinken. De cola was echter geschud waardoor het met veel kracht in zijn mond werd gespoten. |
| Toilet in de auto.     | Om een toilet in de auto te maken, werd er een slang door de bodem van de auto naar de achterbank aangebracht, waardoorheen geplast kon worden. Hier werd een gordijn rond omheen gehangen voor de privacy. Pascal probeerde deze alternatieve wc uit en hij bleek goed te werken. |
| Rit in de dakkoffer.   | Als laatste werd de dakkoffer aangepast aan het vervoer van een persoon. In de dakkoffer werd een matras neergelegd om het comfortabel te maken en er werd een gat gemaakt om een doorzichtige doos op te zetten, zodat de inzittende naar buiten kon kijken. Ook werden er luchtgaten gemaakt. Ghino nam plaats in deze aangepaste dakkoffer, terwijl presentator Klaas een stukje met de auto reed. Ghino's bevinding was dat de dakkoffer niet comfortabel is om in te zitten, maar wel om in te liggen. Toen er als laatste een tuinslang werd losgelaten op de dakkoffer (omdat het tijdens zo'n lange rit ook weleens kan regenen), bleek deze echter niet waterdicht te zijn. De uiteindelijke conclusie was dat het in de praktijk geen echte oplossing is, maar dat het wel mogelijk is om iemand in de dakkoffer mee te nemen. |

#### Jongens vs Meiden → Trail Biker
| Uitdaging                                                     | Winnaar  | Notities |
| ------------------------------------------------------------- | -------- | --- |
| Vier crossmotoren starten.                                    | Meiden.  | Bij de eerste deeltest was het de bedoeling dat Ghino en Myrthe vier crossmotoren zouden starten. Ghino ging als eerste en hij deed er 1'16" minuut over om de motoren aan de gang te krijgen. Myrthe ging daarna en zij was reeds klaar in 44 seconden. |
| Een vlak parcours in een zo langzaam mogelijke tijd afleggen. | Jongens. | In de tweede deeltest werd de balans getest. Ghino en Myrthe moesten in een zo langzaam mogelijke tijd een parcours afleggen. Hierbij mochten ze niet met hun voeten de grond raken. Gebeurde dit wel, kregen ze 5 strafseconden per keer. Myrthe ging als eerste. Zij zette een tijd van 1'44" minuut en had 20 strafseconden. Ghino won deze tweede deeltest echter met 1'53" minuut en slechts 5 strafseconden. |
| Een crossparcours afleggen.                                   | Jongens. | Bij de laatste deeltest moesten Ghino en Myrthe een crossparcours afleggen. Ook hierbij gold dat ze niet op de grond mochten komen. Ghino ging als eerste en hij raakte 5 keer de grond. Myrthe ging erna, maar zij raakte de grond zo vaak, dat presentator Klaas op een gegeven moment stopte met tellen. |
| Uiteindelijke winnaar.                                        | Jongens. | Eindstand: 2-1. Getrokken conclusie: de jongens zijn by far de beste trailbikers. |

#### De Klapper Van De Week → Glazen Tafel
| Situatie.                                                  | Geluidssterkte knal. | Notities |
| ---------------------------------------------------------- | -------------------- | --- |
| Het vallen van een gereedschapskist door een glazen tafel. | 74,3 dB.             | Bij deze editie van De Klapper Van de Week lieten testteamleden Pascal en Tom en presentator Klaas een metalen gereedschapskist van onderaan een kraan op een glazen tafel vallen. De kist brak dwars door de glasplaat heen. Dit leverde een klap van 74,3 decibel op. |

### Aflevering 6
Uitzenddatum: 15 februari 2014.

#### Thuisbioscoop
| Onderwerp                   | Notities |
| --------------------------- | --- |
| Televisie onder bureaublad. | In dit item werd uitgezocht hoe er onopgemerkt televisie gekeken kan worden tijdens het huiswerk maken. Hiervoor werd een televisietoestel onder een bureaublad gemonteerd. Door dit bureaublad omhoog te klappen kon de televisie tevoorschijn worden gehaald. Zodra er dan iemand zou kunnen komen controleren of er wel echt huiswerk gemaakt zou kunnen worden, kon het tafelblad gauw weer omlaag worden gedaan, waardoor de televisie niet meer zichtbaar was. |

#### Poepveldje
In dit item werd uitgezocht wat er gedaan kon worden tegen hondenpoep op een trapveld.
| Methode                               | Notities |
| ------------------------------------- | --- |
| Drollen wegblazen met een bladblazer. | Als eerste werd simpelweg een bladblazer ingezet om de drollen op het trapveld weg te blazen. Dit bleek goed te werken met opgedroogde drollen, maar een grote natte drol zou alle kanten op gaan. |
| Grond verplaatsen.                    | In de tweede deeltest werd een aantal buizen gebruikt. Aan de uiteinden van deze buizen werden kartels gezaagd waardoor er stukken grond mee verwijderd konden worden waar een hondendrol op lag. Dit verwijderde stuk grond kon dan weer vervangen worden door een schoon stuk grond. Dit bleek goed te werken, maar werd niet praktisch bevonden als er heel veel drollen op het veld lagen, aangezien dan het hele veld verplaatst zou moeten worden. |
| Urine gebruiken van een dobermann.    | In de laatste deeltest gebruikten de testteamleden urine van een dominante dobermann. Het idee was namelijk dat als dit zou worden uitgespreid bij het trapveld, dat minder dominante honden er niet zouden komen en er dus ook geen hondendrollen zouden achterlaten. Voor de test werd er urine uitgespreid in de doorgangen van een labyrint dat in de Checkpoint loods was opgebouwd. Hier werden drie honden in losgelaten en gelet werd of ze inderdaad de doorgangen met urine zouden mijden. Het bleek echter dat ze zich juist meer aangetrokken voelden door de urine. Geconcludeerd werd dan ook dat het beter zou werken om de urine uit te spreiden buiten het trapveld, zodat honden daar hun drollen zouden achterlaten en het trapveldje schoon blijft. |

#### Jongens vs Meiden → Zoeken
| Uitdaging                                         | Winnaar    | Notities |
| ------------------------------------------------- | ---------- | --- |
| Geld zoeken met een metaaldetector.               | Meiden.    | Bij de eerste deeltest was het de bedoeling dat de jongens (Pascal en Arjan) en de meiden (Dzifa en Luara) met een metaaldetector op zoek gingen naar 4,65 euro in een zandvlakte. Met dit geld zouden ze dan een ijsje kunnen kopen. Uiteindelijk waren de meiden als eerste klaar met een tijd van 16'41" minuten. De jongens deden het in 19'23" minuten. |
| Spelden in een hooiberg zoeken.                   | Onbeslist. | In de tweede deeltest stond de uitdrukking een speld in een hooiberg zoeken centraal. In een berg hooi was een aantal (grote) spelden verstopt en de testteamleden kregen 10 minuten de tijd om ze te vinden. Hiervoor mochten ze gebruikmaken van een aantal hulpmiddelen. De meiden gingen als eerste. Zij staken de complete hooiberg in brand in de hoop de spelden over te houden, maar zonder resultaat. De jongens gingen duidelijk ordelijker te werk, maar ook zij vonden geen spelden. |
| Vanaf een toren zoeken naar mensen met ballonnen. | Jongens.   | In de laatste deeltest stonden de testteamleden op de Dom van Utrecht. In de stad hadden zich vier mensen met ballonnen verstopt en de testteamleden kregen 5 minuten de tijd om er zo veel mogelijk te vinden. De jongens vonden twee van de vier mensen, de meiden slechts een. |
| Uiteindelijke winnaar.                            | Gelijkspel | Eindstand: 1-1. Getrokken conclusie: als het gaat om de vraag wie er het beste kunnen zoeken, de jongens of de meiden, kun je ze allebei hebben. |

### Aflevering 7
Uitzenddatum: 22 februari 2014

#### De Auto Van Je Vader → Tennisbalkanon
| Onderwerp                             | Notities |
| ------------------------------------- | --- |
| Auto gebruiken als tennisballenkanon. | Bij deze test werd geprobeerd om een auto te gebruiken als ballenkanon. De auto werd aan de voorkant enigszins omhoog gebracht met een krik. Achter dit voorwiel werd een stellage van pijpen neergezet. De ballen die hierin zouden worden gegooid, zouden onder de band terechtkomen en wanneer de auto in zijn achteruit gas zou geven, zouden ze gelanceerd worden door het draaiende wiel. Dit principe werkte, al was de auto behoorlijk lawaaierig. |

#### Jongens vs Meiden → Foley-artiest
In deze jongens/meidentest werd nagegaan wie de beste foleyartiest waren, de jongens of de meiden.
| Uitdaging                                                  | Winnaar  | Notities |
| ---------------------------------------------------------- | -------- | --- |
| Geluiden herkennen.                                        | Jongens. | Bij de eerste deeltest kregen Arjan (jongens) en Myrthe (meiden) 1 minuut de tijd om maximaal twaalf geluiden na te doen met hun stem. Hun teamgenoten Tom en Luara moesten herkennen welke geluiden ze maken. Van de maximale twaalf hadden de meiden er drie goed en de jongens zeven. |
| Geluiden maken voor de teamgenoot die een parcours aflegt. | Meiden.  | Bij de tweede deeltest legden Arjan en Myrthe een kort parcours af, bestaande uit een stukje lopen met een stap in een plas, aankloppen, aanbellen, binnengaan, het laten van een scheet, op een bank gaan zitten en een fles cola opendraaien. Teamgenoten Tom en Luara moesten hier de juiste geluiden bij maken. Geluidsman van Checkpoint Ian Baker jureerde de beide pogingen en besloot dat de meiden beter waren. |
| Geluiden maken bij een film.                               | Jongens. | Bij de laatste deeltest werd er aan een publiek een korte film getoond met Pascal en presentator Klaas. De jongens en de meiden moesten hier de geluiden bij maken. Uiteindelijk werd door middel van applaus besloten wie het beste was. De jongens kregen overduidelijk meer applaus en zij werden dan ook tot winnaar uitgeroepen.                                                                                    |
| Uiteindelijke winnaar.                                     | Jongens  | Eindstand: 2-1. Getrokken conclusie: de jongens zijn de beste foleyartiesten. |

#### Cartoon Check → Lijm
| Vraag                                                                 | Antwoord                                                                             | Notities |
| --------------------------------------------------------------------- | ------------------------------------------------------------------------------------ | --- |
| Is het mogelijk om met lijm je voeten aan het wegdek vast te plakken? | Met secondelijm is dit mogelijk, maar niet zo makkelijk en snel als in de tekenfilm. | Er werden vier soorten lijm geprobeerd om Tom (op sloffen) aan de grond vast te plakken. De eerste lijm was transparante alleslijm, maar hier gleed hij juist over uit. Een lijmpistool plakte wel, maar Tom bleef niet vastzitten en datzelfde gold ook voor spuitlijm. De laatste poging was met een secondelijm. Hier bleef Tom wel aan vastzitten. |

#### Privé Lift
In dit item werd bekeken of er methoden te bedenken waren om het traplopen over te slaan.
| Methode                    | Notities |
| -------------------------- | --- |
| Glijbaan.                  | In de eerste deeltest werd gekeken hoe het naar beneden gaan vergemakkelijkt kon worden. Hiervoor bouwden testteamleden Arjan en Ghino en presentator Klaas een glijbaan. Hier werd een zwembad onder gezet voor de val. Arjan probeerde hem uit en hij werkte goed.                                                                        |
| Lift omhoog.               | Als tweede werd er een simpele lift gebouwd, die werkte met een tegengewicht. Dit tegengewicht was zwaarder dan degene die de lift probeerde (Ghino) en hierdoor kon hij omhoog. Hij kon echter niet meer naar beneden. |
| Lift met variabel gewicht. | Daarom werd er als laatste een andere lift opgebouwd die werkte met een variabel gewicht. Het hoofdbestanddeel hiervan waren twee vaten. In één vat zat water, in het andere weinig en wanneer het water van de ene ton naar de andere werd overgepompt, ging de lift omhoog of omlaag. Arjan probeerde de lift uit en hij bleek te werken. |

### Aflevering 8
Uitzenddatum: 1 maart 2014.

#### Trapveldje
In dit item werd bekeken hoe van een trapveldje een echt voetbalveld gemaakt kon worden.
| Methode                                            | Notities |
| -------------------------------------------------- | --- |
| Lijnen trekken met een alternatieve lijnentrekker. | Omdat een echte lijnentrekker van de eredivisie nogal prijzig was, probeerden presentator Klaas en testteamleden Arjan en Pascal een variant te maken. Ze hadden een kruiwagen met een gat in de bodem. Deze kruiwagen werd gevuld met fijngemalen krijt, dat door dit gat naar beneden zou vallen waardoor er lijnen getrokken konden worden. Deze lijnen werden recht, maar niet egaal. |
| Bal met piepsignaal.                               | In de tweede deeltest werd getest hoe de afwezigheid van een ballenjongen kon worden gecompenseerd. In een voetbal werd een pieper gestopt die ze op afstand konden inschakelen. Presentator Klaas verstopte de voetbal en Pascal en Arjan probeerden de bal terug te vinden aan de hand van het piepsignaal. De bal was al snel terecht.                                                 |
| Verlichting.                                       | Als laatste werd er verlichting aangebracht bij het trapveld. Rond het trapveld werden lichtsnoeren neergelegd. Ook werd de voorkant van een auto op een verhoging bij het trapveld gezet om als lichtmast te dienen. Op deze manier kon er ook in het donker gevoetbald worden. |

#### Cartoon Check → Buitenboordmotor
| Situatie | Antwoord | Notities |
| --- | -------- | --- |
| Is het mogelijk om vooruit te komen op rolschaatsen en met een buitenboordmotor die op je rug in een teil water hangt? | Nee.     | Ghino ging op klassieke rolschaatsen staan en kreeg een buitenboordmotor op zijn rug die in een teil met water hing. In tegenstelling tot Wile E. Coyote in de tekenfilm kwam Ghino echter totaal niet vooruit. |

#### Zonen vs Moeders
In deze aflevering van Checkpoint zat geen jongens/meidentest, maar een test waarin de testteamleden Dico en Ghino de strijd aangingen tegen hun eigen moeders.
| Uitdaging                                      | Winnaar | Notities |
| ---------------------------------------------- | ------- | --- |
| Spullen opvangen.                              | Zonen.  | In de eerste deeltest werd de oog-handcoördinatie getest. Een testteamlid moest een aantal artikelen uit een winkelwagentje over een net heengooien die de teamgenoot zou opvangen. De winnaar zou degene zijn met de meeste gevangen artikelen, bij een gelijkspel zou de tijd gelden. Dico en Ghino hadden meer tijd nodig voor de opdracht, maar wonnen wel omdat ze duidelijk meer spullen hadden opgevangen dan hun moeders. |
| Checkpoint logo vormen met beelden op schermen | Zonen.  | In de tweede deeltest waren er negen beeldschermen opgesteld die elk een stuk van het Checkpoint logo toonden. De stukken stonden echter niet op de juiste plaatsen. Door kabeltjes aan te sluiten moesten de Dico en Ghino en hun moeders proberen om het logo goed te krijgen. Dico en Ghino hadden het logo al snel in orde, hun moeders slaagden niet in de opdracht.                                                         |
| Achteruitrijden.                               | Zonen.  | Bij de laatste deeltest moesten Dico en Ghino en hun moeders zo snel mogelijk een stuk achteruit rijden met een auto. Over het parcours stond een aantal hindernissen opgesteld. Iedere keer dat er schade zou worden gereden, zou er straftijd bijgeteld worden. Dico en Ghino hadden uiteindelijk één minuut straftijd, hun moeders twee. De totale tijden waren 7'11" minuten voor de moeders, 4'36" minuten voor de zonen.    |
| Uiteindelijke winnaar.                         | Zonen.  | Eindstand: 3-0. Getrokken conclusie: moeders zijn schatten, maar laat ze niet autorijden en techniek en andere dingen moeten ze ook laten gaan. |

#### De Klapper Van De Week → Papieren Zak
| Situatie.                         | Geluidssterkte knal. | Notities |
| --------------------------------- | -------------------- | --- |
| Gasdetonatie in een papieren zak. | 99,9 dB.             | In deze test werd een papieren zak en een gasmengsel ingezet dat normaliter gebruikt wordt bij detonatieve reiniging. De zak werd met gas gevuld en er werd een vonk op losgelaten waardoor het geheel detoneerde. Dit leverde een oorverdovende knal van 99,9 dB op. |

### Aflevering 9
Uitzenddatum: 8 maart 2014

#### De Auto Van Je Vader → Knakworst
| Onderwerp                                                      | Notities |
| -------------------------------------------------------------- | --- |
| Knakworsten klaarmaken met de warme uitlaatgassen van de auto. | Presentator Klaas en testteamleden maakten een constructie waar ze een blik knakworsten in deden. Dit geheel werd aan de uitlaat van de auto gezet. De knakworsten werden opgewarmd door de warme uitlaatgassen van de auto. |

#### Jongens vs Meiden → Pizzakoerier
| Uitdaging                                             | Winnaar | Notities |
| ----------------------------------------------------- | ------- | --- |
| Een pizzabestelling opvangen, klaarmaken en bezorgen. | Meiden  | Bij deze test belde presentator Klaas naar testteamleden Myrthe en Ghino om een pizza te bestellen. Zij moesten vervolgens deze pizza klaarmaken en per brommer een verkeersparcours afleggen om de pizza zo snel mogelijk bij Klaas te bezorgen. Ghino ging als eerste, maar zijn pizza mislukte en daarom werden er 2 minuten straftijd opgeteld. Myrthe's pizza lukte wel, maar zij had veel tijd nodig om met haar brommer door het verkeer te manoeuvreren. De uiteindelijke eindtijden waren 12'11" minuten voor Ghino en 11'34" minuten voor Myrthe. |
| Uiteindelijke winnaar.                                | Meiden. | Getrokken conclusie: de meiden zijn de beste voor de pizzabranche. |

#### Net als in de film → Aardbeving
| Onderwerp   | Notities |
| ----------- | --- |
| Aardbeving. | Bij deze test werd getoond hoe in de film een aardbeving in scène kon worden gezet. Een scheur in een muur werd nagemaakt met behulp van een touw dat erin was gemetseld en werd losgetrokken, een schuddende bank werd gerealiseerd door een wipconstructie onder de bank waar iemand op ging staan om de bank op en neer te kunnen bewegen. En zo waren er verschillende voorwerpen die in de loop van de scène zouden gaan schudden of vallen, met als climax een kast die op een aquarium viel. Dit geheel werd opgenomen met de camera die geschud werd en alles bij elkaar resulteerde in een realistische aardbevingsscène. |

#### Fiets Gadgets
In dit item werd bekeken hoe de onderdelen van een luxeauto ook op de fiets toegepast kunnen worden.
| Onderdeel              | Notities |
| ---------------------- | --- |
| Elektrisch slot.       | Op de fiets werden twee ringsloten gemonteerd die met behulp van een afstandsbediening geopend of gesloten konden worden. |
| Verlichting en claxon. | Vervolgens werd er ook een lichtslang op de fiets gemaakt die met behulp van diezelfde afstandsbediening ingeschakeld kon worden om hem gemakkelijker te vinden in een fietsenstalling. Tevens werd de claxon aangesloten die met ook de afstandsbediening geactiveerd kon worden. |
| Dvd-speler.            | Als laatste werd er een scherm op het stuur gemonteerd zodat het mogelijk is om op de fiets een dvd te kijken. Ook voor de passagier die op de bagagedrager meegenomen zou worden werd er een scherm aangebracht.                                                                  |

### Aflevering 10
Uitzenddatum: 15 maart 2014

#### Onzichtbaar
In dit item werd bekeken of het mogelijk is om onzichtbaar te worden. Testteamlid Pascal probeerde samen met presentator Klaas een aantal methoden uit voor andere testteamleden om te testen of bepaalde methode om onzichtbaar te worden werkten.
| Methode                                          | Notities |
| ------------------------------------------------ | --- |
| Met behulp van kleding opgaan in de achtergrond. | In de eerste deeltest stond een muur centraal met als opdruk een brandende versie van het Checkpoint logo. Pascal kreeg een pak aan met precies dezelfde kleuren als deze muur, waardoor hij opging in deze afbeelding. Vervolgens kreeg Tom de opdracht om een test te doen over energiedrank. Hem werd van tevoren niets verteld over Pascal die onzichtbaar tegen de muur aan stond. Pas na een kleine drie minuten merkte Tom Pascal op.                                                 |
| Bewegen als boom.                                | In de tweede deeltest werd gekeken of het mogelijk is om onzichtbaar door een ruimte te bewegen. Dico was het proefpersoon van de tweede deeltest. Hij kreeg de opdracht om te tellen hoe vaak bepaalde voorwerpen werden overgegooid. Op de achtergrond van deze proefopstelling stond echter een aantal bomen opgesteld, waaronder één die Pascal (in camouflagekleding) voor zich hield om zo onopgemerkt te kunnen bewegen. Het duurde ongeveer één minuut voordat Dico Pascal opmerkte. |
| Beeldschermen.                                   | Als laatste kreeg Arjan de opdracht om naar een aantal camerabeelden te kijken met de vraag of hem iets opviel. Wat hij echter niet wist, was dat er in de verschillende shots steeds een beeldscherm was verstopt met daarachter een camera die de achtergrond filmde. Wat gefilmd werd door de camera werd op het beeldscherm getoond dat zo dus opging in de omgeving. |

#### Jongens vs Meiden → Beveiliger
In deze jongens/meidentest werd nagegaan wie de beste beveiligers waren, de jongens of de meiden.
| Uitdaging                                            | Winnaar  | Notities |
| ---------------------------------------------------- | -------- | --- |
| Fouilleren.                                          | Jongens. | Bij de eerste deeltest kregen Tom en Myrthe één minuut de tijd om een persoon te fouilleren die door een detectiepoortje liep waarvan het alarm afging. De bedoeling was om zo veel mogelijk gevaarlijke voorwerpen (wapens e.d.) te vinden. Myrthe ging als eerste en zij vond vier voorwerpen. Tom ging erna en hij vond er vijf. |
| Inbreker snappen.                                    | Jongens. | Vanaf de tweede deeltest deden Pascal en Dzifa mee en zij kregen de opdracht om zich als inbreker te verstoppen in een donkere kamer. Hun tegenstanders Tom en Myrthe moesten ze in een zo snel mogelijke tijd zien te snappen. Tom snapte Dzifa in een tijd van 51 seconden, maar Myrthe had 1'03" minuut nodig om Pascal te snappen, waardoor de jongens hun totaalstand op 2-0 zetten. |
| Diefstal van een schilderij volgen op camerabeelden. | Jongens. | Bij de laatste deeltest moesten de jongens en de meiden beveiligingsbeelden in de gaten houden. Op die beelden is te zien hoe een persoon een schilderij van een muur af pakt, in een koffer stopt en keer op keer doorgeeft aan andere aanwezige bezoekers. Na afloop werden alle bezoekers bij elkaar gebracht en de opdracht voor de jongens en de meiden was om het schilderij terug te vinden en daarbij zo min mogelijk koffers open te maken. De meiden vonden het schilderij in de vierde koffer die ze openden, de jongens vonden hem reeds in de tweede koffer. |
| Uiteindelijke winnaar.                               | Jongens  | Eindstand: 3-0. Getrokken conclusie: de jongens zijn de beste beveiligers. |

#### De Klapper Van De Week → Gas Explosie
| Situatie.                                     | Geluidssterkte knal. | Notities |
| --------------------------------------------- | -------------------- | --- |
| Vier gasballonnen die ontploffen in een auto. | 82,7 dB.             | Bij deze test werd er vier ballonnen met brandbaar gas gevuld en in een auto gelegd. Deze gasballonnen werden tot ontploffing gebracht. Dit gaf een explosie die 82,7 dB luid was. |

### Aflevering 11
Uitzenddatum: 22 maart 2014

#### Cartoon Check → Wipwap
| Situatie                                                                | Antwoord | Notities |
| ----------------------------------------------------------------------- | -------- | --- |
| Is het mogelijk om jezelf met genoeg gewicht te lanceren op een wipwap? | Ja.      | Aan de ene kant van een wipconstructie werd een crashtestdummy geplaatst. Op de andere kant van deze wip moest een groot gewicht gegooid worden om de dummy te lanceren. Hierom trokken testteamleden Tom en Pascal en presentator Klaas aan een touw om een zak met gewicht vanaf een hoogte op de wip te laten vallen. De crashtestdummy werd inderdaad gelanceerd. |

#### Jongens vs Meiden → Bejaarden
In deze jongens/meidentest werd nagegaan wie het beste konden omgaan met de fysieke beperkingen waar bejaarden last van konden krijgen, de jongens of de meiden. Om de fysieke beperkingen na te doen, werd gebruikgemaakt van onder meer een aangepaste bril voor verminderd zicht en gehoorbeschermer voor een minder gehoor.
| Uitdaging                     | Winnaar  | Notities |
| ----------------------------- | -------- | --- |
| Geld aan kleinkinderen geven. | Jongens. | Bij de eerste deeltest kregen Arjan en Myrthe één minuut de tijd om negen foto's van hun kleinkinderen te bekijken. Na afloop van de minuut zouden er 21 kinderen langslopen, inclusief de negen kleinkinderen, die net hun zwemdiploma hadden gehaald. Tom en Myrthe moesten vijf euro geven aan hun negen kleinkinderen. Van de negen gaf Myrthe aan zeven kleinkinderen vijf euro, Arjan aan acht.                                                        |
| Kunstgebit pakken.            | Jongens. | Arjan en Myrthe kregen de opdracht om het kunstgebit voor een bejaarde te pakken. Daarvoor gaf deze bejaarde hen instructies. Dit werd echter bemoeilijkt door het feit dat deze test in een ruimte vol galm werd gedaan en er op de achtergrond nog accordeon werd gespeeld en collega testteamleden Pascal en Luara nog voor het nodige rumoer zorgden. Uiteindelijk was Arjan het snelste met een tijd van 2'22" minuten. Myrthe had 2'55" minuten nodig. |
| Naar de bingo.                | Meiden.  | Als laatste moesten Arjan en Myrthe een hindernisbaan afleggen om bij een bingoavond te komen. Arjan deed er 3'30" minuten over om de finish te bereiken, maar Myrthe was met 2'28" minuten aanzienlijk sneller. |
| Uiteindelijke winnaar.        | Jongens  | Eindstand: 2-1. Getrokken conclusie: als het gaat om de toekomst; wie is de beste oudere, moet je de jongens hebben. |

#### Fontein Pimpen
In dit item werd bekeken hoe een tuinfontein gepimpt kan worden.
| Onderdeel          | Notities |
| ------------------ | --- |
| Vuurfontein        | Als eerste werd er bij de fontein een grote gasbrander geplaatst om zo een zogenaamde vuurfontein te krijgen.                                                   |
| Chocoladefontein   | Bij de tweede deeltest werd er een bak gevuld met chocolademelk. Hier werd een fontein in geplaatst die op verzoek harder gezet kon worden.                     |
| Olifantentandpasta | Als laatste gebruikten Klaas en de testteamleden een aantal chemicaliën om olifantentandpasta te maken. Het resultaten in een fonteinachtige chemische reactie. |

#### De Klapper Van De Week → Drumstel
| Situatie.                                             | Geluidssterkte knal. | Notities |
| ----------------------------------------------------- | -------------------- | --- |
| Het vallen van een lading golfballen op een drumstel. | 88,9 dB.             | In het laatste item van de uitzending lieten testteamleden Arjan en Tom en presentator Klaas een lading golfballen vanaf een hoogte op een drumstel kletteren. Het resulteerde in 88,9 dB aan geluid. |

### Aflevering 12
Uitzenddatum: 29 maart 2014

#### Kneeboarden
| Alternatief | Notities |
| ----------- | --- |
| Elastiek.   | Als eerste werd er een elastiek gespannen dat ervoor moest zorgen dat Dico op zijn kneeboard over het water zou gaan. Het werkte niet goed.                                                                               |
| Fietsers.   | Bij de tweede deeltest werd Dico's plaats ingenomen door Remy. Hij werd op zijn kneeboard voortgetrokken door een aantal fietsers. Dit bleek goed te werken. Remy slaagde er zelfs in om op zijn kneeboard te gaan staan. |
| Autobus.    | Als laatste werd Remy op zijn kneeboard voortgetrokken door een autobus. Ook dit werkte goed. |

#### De Auto Van Je Vader → Rookmachine
| Onderwerp                             | Notities |
| ------------------------------------- | --- |
| Autobanden gebruiken als rookmachine. | Bij deze test werd geprobeerd om de banden van een auto te gebruiken als rookmachine. Ghino en Pascal bouwden een feest waarbij presentator Klaas voor feestrook zorgde door een burnout te doen met een auto. Er kwam een zeer onaangename geur vanaf, maar het werkte wel. |

#### Jongens vs Meiden → Ontsnappen
In deze jongens/meidentest werd nagegaan wie het beste konden ontsnappen.
| Uitdaging                              | Winnaar  | Notities |
| -------------------------------------- | -------- | --- |
| Ontsnappen uit een aantal slaapzakken. | Jongens. | Bij de eerste deeltest was het de bedoeling dat Pascal en Luara drie slaapzakken over elkaar heen om zouden krijgen. Daar moesten ze dan zo snel mogelijk uit zien te komen. Pascal ging als eerste en was na 24 seconden vrij, Luara haakte vroegtijdig af.                                                  |
| Door een menigte heen dringen.         | Jongens. | In het tweede onderdeel moesten Pascal en Luara hun mobiele telefoons redden die in een pot zat en, zo gauw er een lont was opgebrand, in het water zou komen waarmee de pot enigszins gevuld was. Ze waren hier beiden te laat mee, maar Pascal was met 40 seconden tegen 55 seconden wel sneller dan Luara. |
| Uit een brandend huis ontsnappen.      | Jongens. | Voor het laatste onderdeel was er een brandend huis gesimuleerd waaruit Pascal en Luara zo snel mogelijk moesten proberen te ontsnappen. Hiervoor moesten ze de deur openbreken. Luara ging als eerste en zij brak na 4'10" minuten door de deur heen. Pascal ontsnapte reeds na 2'21.                        |
| Uiteindelijke winnaar.                 | Jongens  | Eindstand: 3-0. Getrokken conclusie: als het gaat om te ontsnappen, moet je de jongens hebben. |

#### Handleidingen → Grasmaaier
| Veiligheidsmaatregelen                                           | Notities |
| ---------------------------------------------------------------- | --- |
| De grasmaaier alleen schoonmaken als de stroom is uitgeschakeld. | Om te laten zien hoe gevaarlijk het is om de bladen van de grasmaaier aan te raken wanneer deze draaien, werden er vijf wortels als vingers bij elkaar gedaan om zo een hand te vormen. Toen deze hand in aanraking werd gebracht met de draaiende bladen, werd hij gelijk totaal vernield. Ook een hele kip liep zware schade op toen hij de draaiende bladen raakte. |

### Aflevering 13
Uitzendatum: 5 april 2014

#### Terrarium
| Onderwerp                                               | Notities |
| ------------------------------------------------------- | --- |
| Terrarium houden op een verborgen plaats achter mappen. | In dit item werd bekeken hoe men een spin in een terrarium kon houden zonder dat de ouders dat zouden ontdekken. Hiervoor zaagden Klaas en de testteamleden de achterkant van een aantal mappen af en schroeften deze naast elkaar in een houten frame. Het terrarium met de spin werd in de kast gezet met dit frame daarvoor zodat de spin niet te zien was voor de nietsvermoedende ouders. |

#### Jongens vs Meiden → Camera M/V
In deze jongens/meidentest werd uitgezocht wie de beste cameramannen waren.
| Uitdaging                                           | Winnaar  | Notities |
| --------------------------------------------------- | -------- | --- |
| Voetbalelftal filmen tijdens Wilhelmus.             | Meiden.  | Bij de eerste deeltest was het de bedoeling dat Arjan en Dzifa een voetbalelftal zouden filmen als zij het Wilhelmus zouden zingen. Hun prestaties werden beoordeeld door de cameraman van Checkpoint, Diederick. Hij besloot dat Dzifa qua timing het beste was. |
| Hindernisparcours afleggen en daarbij Klaas filmen. | Jongens. | In de tweede opdracht moesten Arjan en Dzifa een parcours zouden afleggen met een camera op hun schouder. Klaas liep mee en de bedoeling was om hem in beeld te houden tijdens het afleggen van het parcours. Per keer dat Klaas uit beeld zou verdwijnen, zouden er 10 seconden straftijd bij worden opgeteld. Dzifa eindigde op een eindtijd van 8'05" minuten (4'15" speeltijd + 3'50" straftijd), Arjan won met 4'31" minuten (3'01" speeltijd + 1'30" straftijd). |
| Muziekkorps filmen.                                 | Jongens. | In de laatste opdracht was het de bedoeling voor Arjan en Dzifa om een muziekkorps te filmen. Terwijl ze dit deden, gaf presentator Klaas ze steeds de opdracht om een bepaald shot te maken. Hij hield steeds bij wie dit shot als snelste gemaakt had. Uiteindelijk bleek Arjan het vaakst sneller te zijn, waarmee hij de totaalwinst van de test bepaalde in het voordeel van de jongens.                                                                          |
| Uiteindelijke winnaar.                              | Jongens  | Eindstand: 2-1. Getrokken conclusie: de cameramannen zijn het beste. |

#### Net als in de film → Goudstaven
| Onderwerp                              | Notities |
| -------------------------------------- | --- |
| Het maken en vervoeren van goudstaven. | Allereerst werd verteld dat één goudstaaf 12,5 kilogram zwaar is. Arjan en Ghino en presentator Klaas maakten een goudstaaf door lood te smelten, dit in een mal te gieten, af te laten koelen en vervolgens goud te verven. Vervolgens probeerde Ghino een stapel goudstaven per vier in een auto te laden. Dit bleek erg moeilijk te zijn. Geconcludeerd werd dat het niet mogelijk was om net als in de film met vier goudstaven van de geldwagen naar de eigen auto te rennen. |

#### Mannelijk Koken
Bij deze test werd uitgezocht hoe er in een zo kort mogelijke tijd zo veel mogelijk eten kon worden bereid.
| Product         | Notities |
| --------------- | --- |
| Tosti's.        | Er werd een elektrische zaag gebruikt om sneedjes brood en plakken kaas te snijden. Vervolgens werden de tosti's geroosterd met behulp van een gasbrander.           |
| Sinaasappelsap. | Om sinaasappelsap te bereiden, werd er een grote hoeveelheid sinaasappels in een bak gedaan. Vervolgens werd er een trilstamper gebruikt om het sap eruit te persen. |
| Salade.         | De salade werd bereid met behulp van een takkenversnipperaar. Hier werden alle groenten in gegooid die al gehakseld aan de andere kant er weer uit kwamen.           |

### Aflevering 14
Uitzenddatum: 12 april 2014

#### Veiligheidskleding
In het eerste item van deze aflevering werd uitgezocht of men qua veiligheid beter uit is met goedkope of dure veiligheidskleding.
| Vraag                                 | Conclusie      | Notities |
| ------------------------------------- | -------------- | --- |
| Welke veiligheidsbril is beter?       | De dure.       | Voor deze deeltest werd een paspop gebruikt die eieren in zijn kassen kreeg, die als ogen moesten dienen. Vervolgens kreeg hij eerst de goedkope en daarna de dure veiligheidsbril op en bij beide brillen werd geprobeerd om er met een spijkerpistool doorheen te schieten. Bij de goedkope veiligheidsbril ging de spijker dwars door het glas van de bril heen, bij de dure gebeurde dit niet. |
| Welke handschoenen zijn beter?        | De dure.       | Als tweede werden de handschoenen getest. Als inleiding probeerden de testteamleden met een goedkope en een dure handschoen aan een brandende lamp uit zijn fitting te draaien. Dit ging bij de dure handschoenen makkelijker dan bij de goedkope. Vervolgens werd in zowel een goedkope als een dure handschoen een stuk kipfilet gedaan en dit werd in aanraking gebracht met een verhit stuk metaal van een lasapparaat. Bij de goedkope handschoen brandde het metaal er al snel doorheen en werd de kipfilet gebraden. Het vlees in de dure handschoen was na afloop daarentegen nog helemaal gaaf.                                                                                   |
| Welke veiligheidsschoenen zijn beter? | Geen verschil. | In het laatste onderdeel werd uitgezocht welke veiligheidsschoenen beter een onfortuinlijke klap met een bijl konden hebben. In beide schoenen werd een nagemaakte voet van ballistische gel gedaan, met krijtjes die als botten moesten dienen. Vervolgens werd de bijl losgelaten op de stalen neuzen. Bij de goedkope schoen was de voet nog totaal onbeschadigd. Bij de dure schoen miste de bijl de stalen neus waardoor de voet doormidden brak. Vermoed werd echter dat als de bijl wel gewoon de neus geraakt zou hebben, er niets aan de hand zou zijn. Uiteindelijk werd besloten dat er qua veiligheid geen verschil zou zijn wat betreft goedkope of dure veiligheidsschoenen. |

#### Jongens vs Meiden → Kattenkwaad
In deze jongens/meidentest werd uitgezocht wie er het beste zijn met kattenkwaad, de jongens of de meiden. De jongens werden vertegenwoordigd door Pascal en Remy, de meiden door Dzifa en Luara.
| Uitdaging                                               | Winnaar  | Notities |
| ------------------------------------------------------- | -------- | --- |
| In de gaten krijgen dat men in de maling wordt genomen. | Meiden.  | Voor de eerste deeltest kregen de testteamleden de opdracht om een aantal tuinspullen van buiten naar binnen in de loods te zetten. Wat ze echter van tevoren niet wisten, was dat productieleden de naar binnen gebrachte tuinspullen weer zouden aanvullen, waardoor ze bezig bleven. De jongens hadden pas na 14'10" minuten door dat ze in de maling werden genomen, de meiden reeds na 5'40" minuten. |
| Met een pvc-buis bessen schieten.                       | Jongens. | In de tweede deeltest kregen de jongens en de meiden tien kansen om bessen te schieten op witte was. Van de tien hadden de meiden er vier raak. De jongens klopten echter met vijf en wonnen zo de tweede deeltest. |
| Belletje trekken.                                       | Jongens. | Door de 1-1 stand van de vorige twee deeltest zou de totaalwinst beslist worden naar aanleiding van deze derde en laatste deeltest. De bedoeling was dat de testteamleden zouden belletje trekken, maar daar zou een achtervolging op volgen. Het team dat als eerste door het parcours zou komen (met de achtervolgers op hun hielen), zou winnen. De jongens slaagden erin om de achtervolgers voor te blijven, zij legden het parcours af in een tijd van 20 seconden. Bij de meiden werd Luara gepakt door een van de achtervolgers waardoor zij buiten mededinging deze test eindigden. |
| Uiteindelijke winnaar.                                  | Jongens. | Eindstand: 2-1. Getrokken conclusie: de jongens zijn absoluut het beste in het uithalen van kattenkwaad. |

#### Cartoon Check → Trampoline
| Vraag                                                                         | Antwoord                               | Notities |
| ----------------------------------------------------------------------------- | -------------------------------------- | --- |
| Is het mogelijk om vanaf een grote hoogte door een trampoline heen te vallen? | Op 40 meter blijft de trampoline heel. | Een professioneel stuntteam probeerde zich vanaf een hoogte door een trampoline heen te laten vallen. Ze gingen tot zes meter hoogte, maar knalden er niet doorheen. Als laatste werd een paspop vanaf 40 meter hoogte op de trampoline gedropt, maar ook die brak er niet doorheen. |

#### De Klapper Van De Week → Airbag
| Situatie.                                 | Geluidssterkte knal. | Notities |
| ----------------------------------------- | -------------------- | --- |
| Een airbag die ontploft in een magnetron. | 86,2 dB.             | Arjan, Ghino en presentator Klaas stopten twee airbags in een magnetron en stopten de stekker in het stopcontact om het apparaat in te schakelen. De airbags klapten met 86,2 dB. |

### Aflevering 15
Uitzenddatum: 19 april 2014

#### Net als in de film → Vechtscène
| Onderwerp           | Notities |
| ------------------- | --- |
| Gevecht in de auto. | Bij deze test werd getoond hoe er in de film een gevecht kan plaatsvinden in een rijdende auto. De auto stond stil, maar op beeldschermen achter en naast de auto werd een voorbijrazende omgeving afgespeeld, waardoor de illusie werd opgewekt dat er gereden werd. Er werd een scène opgenomen waarbij Luara als bad girl Pascal en Ghino aanviel vanaf de achterbank. Het tweetal slaagde erin haar aanval af te weren. |

#### Tuinfeest
Deze test was een vervolg op Party Proof en Feestje Thuis.
| Onderwerp     | Notities |
| ------------- | --- |
| IJsklontjes.  | Bij deze deeltest werd getoond hoe er snel en gemakkelijk ijsblokjes geregeld kunnen worden. Een tuinslang werd gevuld met water, aan beide kanten dichtgemaakt en in een diepvriezer gelegd. Na een poosje werd de bevroren tuinslang bewogen om het ijs te laten breken en vervolgens op de kraan aangesloten om de ijsklontjes eruit te laten komen. |
| Lichtshow.    | Voor de tweede deeltest werd er een bord gemaakt waarbij een verzameling lampen in een fitting voor een lichtshow moesten zorgen. Onderaan het geheel draaide een schroef met bladen (aangedreven door een boormachine) die kleine schakelaartjes aantikte. Hierdoor gingen de lampjes flikkeren.                                                       |
| Frikandellen. | Als laatste werden er in hoog tempo frikandellen geroosterd met een machine. Op een rolband boven een serie barbecues kwamen de frikandellen te liggen. Door deze barbecues werden de frikandellen geroosterd. Aan het einde van de rolband rolden de frikandellen op een bord, klaar voor consumptie.                                                  |

#### Jongens vs Meiden → Slaaptekort
In deze jongens/meidentest werd nagegaan wie het beste tegen slaaptekort konden.
| Uitdaging | Winnaar | Notities |
| --- | ------- | --- |
| Wakker blijven. | Meiden. | Bij de eerste deeltest werden Tom en Myrthe in bed gelegd en was het de bedoeling om zo lang mogelijk wakker te blijven. Beiden hielden ze een blokje vast. Zodra ze in slaap zouden vallen, zouden ze ook dit blokje loslaten waardoor er een aantal waterballonnen boven hun hoofd zou knappen. Dit gebeurde uiteindelijk bij Tom waardoor Myrthe de eerste test binnensleepte.              |
| De andere twee deeltests moesten Tom en Myrthe eerst uitvoeren in fitte toestand en daarna in vermoeide toestand (na deeltest 1). Het verschil in prestatie zou het uitgangspunt zijn voor de winstbepaling. |         | |
| Whac-A-Mole. | Meiden. | Bij deze tweede deeltest werd het reactievermogen van Tom en Myrthe getest. Ze werden voor een Whac-A-Mole spel gezet waarbij ze met een houten hamer mollen de grond in moesten slaan zodra ze hun hoofd omhoog staken. Tom scoorde hier 790 punten in fitte toestand en 635 in vermoeide toestand. Myrthe daarentegen verbeterde haar prestatie: 650 in fitte toestand, 690 in de vermoeide. |
| Rush Hour. | Meiden. | Voor het laatste onderdeel was het de bedoeling om een Rush Hour puzzel op te lossen. Tom deed in vermoeide toestand 2'35" minuten langer over de puzzel. Myrthe's verschil was 1'27" minuut en daarmee maakte haalde ze een perfecte 3-0 overwinning binnen voor de meiden. |
| Uiteindelijke winnaar. | Meiden  | Eindstand: 3-0. |

#### De Klapper Van De Week → Luchtbed
| Situatie.                          | Geluidssterkte knal. | Notities |
| ---------------------------------- | -------------------- | --- |
| Een luchtbed dat uit elkaar knapt. | 95,0 dB.             | Arjan, Ghino en presentator Klaas pompten een luchtbed op net zo lang tot hij knapte. Uiteindelijk klapte het bed met 95 decibel verrassend hard. |

### Aflevering 16
Uitzenddatum: 26 april 2014.

#### Buizenpost
| Onderwerp                                          | Notities |
| -------------------------------------------------- | --- |
| Onopgemerkt berichten of andere spullen versturen. | In dit item werd uitgezocht hoe er onopgemerkt berichten en andere spullen onopgemerkt uitgewisseld kunnen worden. Tussen de ramen van twee kamers werd een aantal buizen gehangen. Door deze buizen konden, dankzij een aantal stofzuigers die aan beide uiteinden stonden, kokertjes met chocola gestuurd worden. |

#### Man vs Machine
In deze test werd gekeken of machines (robots) hun werk beter doen dan mensen.
| Uitdaging       | Winnaar     | Notities |
| --------------- | ----------- | --- |
| Auto wassen.    | Gelijkspel. | Bij de eerste deeltest werden er twee identieke auto's besmeurd met eieren, pannenkoekenmix en stroop. Een van de twee auto's doorliep een wasprogramma in de wasstraat terwijl de andere auto handmatig werd schoongemaakt. Uiteindelijk werden beide auto's nagenoeg even schoon.                                                 |
| Dozen stapelen. | Machine.    | Arjan kreeg drie minuten de tijd om zo veel mogelijk dozen op elkaar te stapelen. Hij stapelde er 45 op elkaar. Vervolgens ging een speciale stapelrobot aan de slag en die kreeg er 48 op elkaar. |
| Voetballen.     | Machine.    | Bij de laatste deeltest nam oud profvoetballer Uğur Yıldırım het op tegen een robot die gespecialiseerd was in voetbal. De bedoeling was om een voetbal door de gaten van een voetbalmuur heen te trappen. Uiteindelijk trapte Yıldırım als eerste een bal mis. Toen de robot die bal vervolgens raak schoot, was de winst bepaald. |

#### Jongens vs Meiden → Recycle
In de laatste jongens/meidentest van seizoen 8 werd er gekeken wie er het beste is in het recyclen van bouwmaterialen.
| Uitdaging                                                         | Winnaar     | Notities |
| ----------------------------------------------------------------- | ----------- | --- |
| Muur slopen.                                                      | Jongens.    | Bij de eerste deeltest kregen Pascal en Luara tien minuten de tijd om een bakstenen muur zo ver mogelijk af te breken. Pascal brak overduidelijk de meeste bakstenen los. |
| Brokstukken met Checkpoint logo van een loopband met puin pakken. | Gelijkspel. | In de tweede deeltest stonden Pascal en Luara voor een loopband waar puin overheen rolde. Op een aantal brokstukken stond een Checkpoint logo en die moesten apart worden genomen. Uiteindelijk pakten zowel Pascal als Luara 15 brokstukken met Checkpoint logo's van de band.                                      |
| Heipaal knippen.                                                  | Meiden.     | Als laatste kregen Pascal en Luara tien minuten de tijd om een heipaal kapot te knippen met een daarvoor bestemde machine. De bedoeling was om zo veel mogelijk metaal uit deze paal vrij te krijgen. Pascal had na tien minuten nog een heel stuk beton over, terwijl Luara's paal vrijwel compleet was weggewerkt. |
| Uiteindelijke winnaar.                                            | Gelijkspel. | Eindstand: 2-2. Getrokken conclusie: voor recyclen kunnen de jongens en de meiden allebei ingehuurd worden. |

#### Handleidingen → Purschuim
| Veiligheidsmaatregelen                                                     | Notities |
| -------------------------------------------------------------------------- | --- |
| WMS-etiket zeer licht ontvlambaar, niet blootstellen aan hoge temperatuur. | In dit item werd het WMS-etiket zeer licht ontvlambaar onder de loep genomen, dat op een bus purschuim stond. Tom en Ghino legden deze spuitbus in een brandende barbecue. Na verloop van tijd ontplofte hij. |

### Aflevering 17
Uitzenddatum: 3 mei 2014.
In deze laatste aflevering werd een compilatie vertoond van de beste fragmenten uit het achtste seizoen. Er werd een compilatie vertoond van de beste cartoon- en film gerelateerde tests, jongens/meidentests en de klapper van de week. Tussendoor werd er ook nog een fragment uit de schiettent vertoond (afl. 1), waarbij de bowlingbal uit de slingerarm door de ruit van de auto werd geworpen en een compilatie van de suikertest (afl. 2).

#### Cartoon en Film
Daarna werd er een compilatie van de beste cartoon- en film gerelateerde tests getoond. Dit waren de wipwap (afl. 11), de sprong (afl. 2), de kogelinslag (afl. 4), de aardbeving (afl. 9).

#### Jongens vs Meiden
Vervolgens werd er een compilatie getoond van jongens/meidentests. Dit waren: ontsnappen (afl. 11) en ruimtevaarder (afl. 1). Vervolgens werd de seizoensuitslag gegeven. Er zijn vier tests gelijk geëindigd, maar de meeste jongens/meidentests werden door de jongens gewonnen - negen maar liefst. De meiden wonnen twee maal.

#### De Klapper Van De Week
Als laatste werd de top 6 hardste klappers getoond van seizoen 7 en 8 bij elkaar. Dit waren: het luchtbed (seizoen 8, aflevering 14), de autocrash (seizoen 7, aflevering 12), het droogijs (seizoen 7, aflevering 11), de papieren zak (seizoen 8, aflevering 8), de klappertjespijl (seizoen 8, aflevering 2) en het carbid (seizoen 7, aflevering 16).

## Kijkcijfers zaterdagafleveringen
| Datum            | Aantal kijkers | Marktaandeel |
| ---------------- | -------------- | ------------ |
| 11 januari 2014  | 164.000        | 16,6%        |
| 18 januari 2014  | 190.000        | 17,0%        |
| 25 januari 2014  | 233.000        | 21,1%        |
| 1 februari 2014  | 250.000        | 23,9%        |
| 8 februari 2014  | 182.000        | 12,8%        |
| 15 februari 2014 | 201.000        | 13,0%        |
| 22 februari 2014 | 145.000        | 11,0%        |
| 1 maart 2014     | 257.000        | 21,5%        |
| 8 maart 2014     | 169.000        | 14,9%        |
| 15 maart 2014    | 247.000        | 22,6%        |
| 22 maart 2014    | 177.000        | 16,9%        |
| 29 maart 2014    | 188.000        | 18,1%        |
| 5 april 2014     | 157.000        | 16,3%        |
| 12 april 2014    | 175.000        | 19,0%        |
| 19 april 2014    | 157.000        | 17,0%        |
| 26 april 2014    | 136.000        | 8,7%         |
| 3 mei 2014       | 173.000        | 16,7%        |